# Gobierno Lars Løkke Rasmussen I
El primer gobierno del primer ministro danés, Lars Løkke Rasmussen, se anunció el 5 de abril de 2009 cuando Lars Løkke se convirtió en primer ministro después de que a Anders Fogh Rasmussen se le ofreciera el puesto de secretario general de la OTAN el 4 de abril de 2009.
Tras las elecciones parlamentarias de 2011, Lars Løkke Rasmussen fue reemplazado como primer ministro de Dinamarca por la socialdemócrata Helle Thorning-Schmidt.

## Cambios al gabinete de Anders Fogh Rasmussen III
El 7 de abril de 2009, Lars Løkke Rasmussen anunció los siguientes cambios en el gabinete de Anders Fogh Rasmussen III: Claus Hjort Frederiksen fue designado ministro de Finanzas en reemplazo de Lars Løkke Rasmussen y el anterior cargo Frederiksen como ministro de Empleo lo ocupó Inger Støjberg, quien anteriormente no era ministra, que también se convirtió en Ministra de Equidad de Género. Tras el anuncio de Karen Jespersen de que deseaba retirarse como Ministra de Bienestar Social, ese ministerio se suprimió y Karen Ellemann asumió un nuevo ministerio combinado del Interior y de Asuntos Sociales.
El 23 de febrero de 2010, Løkke Rasmussen anunció una importante reorganización, que afectó a todos los ministros excepto Claus Hjort Frederiksen, Birthe Rønn Hornbech y el propio primer ministro.
El 8 de marzo de 2011 se anunciaron algunos cambios menores en relación con el despido de Birthe Rønn Hornbech de su cargo como Ministra de Integración como resultado de un escándalo que involucraba el derecho de ciudadanía para los residentes apátridas.

## Lista de ministros y carteras
El gabinete estuvo conformado por los siguientes ministros:
| Ministerio                                                             | Ministro                | Partido | Partido     | Inicio                  | Término                 |
| ---------------------------------------------------------------------- | ----------------------- | ------- | ----------- | ----------------------- | ----------------------- |
| Primer ministro                                                        | Lars Løkke Rasmussen    |         | Venstre     | 5 de abril de 2009      | 3 de octubre de 2011    |
| Ministro de Transporte                                                 | Lars Barfoed            |         | Conservador | 5 de abril de 2009      | 23 de febrero de 2010   |
| Ministro de Transporte                                                 | Hans Christian Schmidt  |         | Venstre     | 23 de febrero de 2010   | 3 de octubre de 2011    |
| Ministro de Justicia                                                   | Brian Mikkelsen         |         | Conservador | 5 de abril de 2009      | 23 de febrero de 2010   |
| Ministro de Justicia                                                   | Lars Barfoed            |         | Conservador | 23 de febrero de 2010   | 3 de octubre de 2011    |
| Ministro de Hacienda                                                   | Claus Hjort Frederiksen |         | Venstre     | 7 de abril de 2009      | 3 de octubre de 2011    |
| Ministro de Economía y Negocios                                        | Lene Espersen           |         | Conservador | 5 de abril de 2009      | 23 de febrero de 2010   |
| Ministro de Economía y Negocios                                        | Brian Mikkelsen         |         | Conservador | 23 de febrero de 2010   | 3 de octubre de 2011    |
| Ministro de Relaciones Exteriores                                      | Per Stig Møller         |         | Conservador | 5 de abril de 2009      | 23 de febrero de 2010   |
| Ministro de Relaciones Exteriores                                      | Lene Espersen           |         | Conservador | 23 de febrero de 2010   | 3 de octubre de 2011    |
| Ministro de Cultura                                                    | Carina Christensen      |         | Conservador | 5 de abril de 2009      | 23 de febrero de 2010   |
| Ministro de Cultura                                                    | Per Stig Møller         |         | Conservador | 23 de febrero de 2010   | 3 de octubre de 2011    |
| Ministro de Asuntos Religiosos                                         | Per Stig Møller         |         | Conservador | 8 de marzo de 2011      | 3 de octubre de 2011    |
| Ministro de Defensa                                                    | Søren Gade              |         | Venstre     | 5 de abril de 2009      | 23 de febrero de 2010   |
| Ministro de Defensa                                                    | Gitte Lillelund Bech    |         | Venstre     | 23 de febrero de 2010   | 3 de octubre de 2011    |
| Ministro de Impuestos                                                  | Kristian Jensen         |         | Venstre     | 5 de abril de 2009      | 23 de febrero de 2010   |
| Ministro de Impuestos                                                  | Troels Lund Poulsen     |         | Venstre     | 23 de febrero de 2010   | 8 de marzo de 2011      |
| Ministro de Impuestos                                                  | Peter Christensen       |         | Venstre     | 8 de marzo de 2011      | 3 de octubre de 2011    |
| Ministro de Educación                                                  | Bertel Haarder          |         | Venstre     | 5 de abril de 2009      | 23 de febrero de 2010   |
| Ministro de Educación                                                  | Tina Nedergaard         |         | Venstre     | 23 de febrero de 2010   | 8 de marzo de 2011      |
| Ministro de Educación                                                  | Troels Lund Poulsen     |         | Venstre     | 8 de marzo de 2011      | 3 de octubre de 2011    |
| Ministro de Cooperación Nórdica                                        | Bertel Haarder          |         | Venstre     | 5 de abril de 2009      | 23 de febrero de 2010   |
| Ministro de Cooperación Nórdica                                        | Karen Ellemann          |         | Venstre     | 23 de febrero de 2010   | 3 de octubre de 2011    |
| Ministro de Interior                                                   | Karen Ellemann          |         | Venstre     | 7 de abril de 2009      | 23 de febrero de 2010   |
| Ministro de Interior                                                   | Bertel Haarder          |         | Venstre     | 23 de febrero de 2010   | 3 de octubre de 2011    |
| Ministro de Salud y Prevención                                         | Jakob Axel Nielsen      |         | Conservador | 5 de abril de 2009      | 23 de febrero de 2010   |
| Ministro de Salud y Prevención                                         | Bertel Haarder          |         | Venstre     | 23 de febrero de 2010   | 3 de octubre de 2011    |
| Ministro de Ciencia, Tecnología y Desarrollo                           | Helge Sander            |         | Venstre     | 5 de abril de 2009      | 23 de febrero de 2010   |
| Ministro de Ciencia, Tecnología y Desarrollo                           | Charlotte Sahl-Madsen   |         | Conservador | 23 de febrero de 2010   | 3 de octubre de 2011    |
| Ministro de Cooperación para el Desarrollo                             | Ulla Tørnæs             |         | Venstre     | 5 de abril de 2009      | 23 de febrero de 2010   |
| Ministro de Cooperación para el Desarrollo                             | Søren Pind              |         | Venstre     | 23 de febrero de 2010   | 3 de octubre de 2011    |
| Ministro de Alimentación, Agricultura y Pesca                          | Eva Kjer Hansen         |         | Venstre     | 5 de abril de 2009      | 23 de febrero de 2010   |
| Ministro de Alimentación, Agricultura y Pesca                          | Henrik Høegh            |         | Venstre     | 23 de febrero de 2010   | 3 de octubre de 2011    |
| Ministra de Clima y Energía                                            | Connie Hedegaard        |         | Conservador | 5 de abril de 2009      | 24 de noviembre de 2009 |
| Ministra de Clima y Energía                                            | Lykke Friis             |         | Venstre     | 24 de noviembre de 2009 | 3 de octubre de 2011    |
| Ministra de la Conferencia de la ONU sobre el Clima en Copenhague 2009 | Connie Hedegaard        |         | Conservador | 5 de abril de 2009      | 20 de diciembre de 2009 |
| Ministro de Refugiados, Inmigración e Integración                      | Birthe Rønn Hornbech    |         | Venstre     | 5 de abril de 2009      | 8 de marzo de 2011      |
| Ministro de Refugiados, Inmigración e Integración                      | Søren Pind              |         | Venstre     | 8 de marzo de 2011      | 3 de octubre de 2011    |
| Ministro de Medio Ambiente                                             | Troels Lund Poulsen     |         | Venstre     | 5 de abril de 2009      | 23 de febrero de 2010   |
| Ministro de Medio Ambiente                                             | Karen Ellemann          |         | Venstre     | 23 de febrero de 2010   | 3 de octubre de 2011    |
| Ministra de Trabajo                                                    | Inger Støjberg          |         | Venstre     | 7 de abril de 2009      | 3 de octubre de 2011    |
| Ministro de Equidad de Género                                          | Inger Støjberg          |         | Venstre     | 7 de abril de 2009      | 23 de febrero de 2010   |
| Ministro de Equidad de Género                                          | Lykke Friis             |         | Venstre     | 23 de febrero de 2010   | 3 de octubre de 2011    |
| Ministra de Asuntos Sociales                                           | Karen Ellemann          |         | Venstre     | 7 de abril de 2009      | 23 de febrero de 2010   |
| Ministra de Asuntos Sociales                                           | Benedikte Kiær          |         | Conservador | 23 de febrero de 2010   | 3 de octubre de 2011    |